# William Suida
Wilhelm Emil (detto William) Suida (Neunkirchen, 24 aprile 1870 – New York, 29 ottobre 1959) è stato uno storico dell'arte e collezionista d'arte austriaco.

## Biografia
Figlio di Albert e di Bertha von Heim, nonché lontano parente dello storico d'arte Henry Thode, compì gli studi classici a Vienna dove seguì i corsi di Alois Riegl e Franz Wickhoff. 
Laureatosi nel 1899, trascorse un periodo a Lipsia e a Heidelberg. Dal 1902 al 1904 soggiornò a Firenze, dove si specializzò nella pittura del Trecento. 
Combatté nella prima guerra mondiale con il grado di capitano.
Insegnò quindi storia dell'arte all'università di Graz, ma nel 1939, a seguito dell'Anschluss (l'annessione dell'Austria da parte della Germania nazista), emigrò prima in Gran Bretagna e quindi negli USA.
Nel 1947 divenne direttore del dipartimento di storia dell'arte della Kress Foundation (voluta dall'imprenditore Samuel Henry Kress) di New York, per la quale raccolse importanti opere d'arte, specialmente italiane. Fu consulente anche per le acquisizioni della National Gallery of Art di Washington, 
Con l'aiuto della figlia Bertina (sposatasi con lo storico d'arte Robert Manning, allievo del genitore), Suida collezionò personalmente numerose opere, soprattutto barocche. Alla sua morte, la collezione passò alla figlia, la quale, nel 1999, ne fece dono al Blanton Museum of Art dell'Università del Texas (Suida-Manning Collection).
Sono considerati rimarchevoli i suoi contributi per lo studio dell'arte ligure e lombarda (e, in minor misura, veneta).

## Scritti
- Florentinische Malerei um die Mitte des 14,  Jahrhunderts (1905)
- Die Spätwerke des Bartolomeo Suardi, genannt Bramantino (1907)
- Leonardo und sein Kreis, editore Bruckmann - Monaco di Baviera (1929) (edito in Italia nel 2001 da Neri Pozza con il titolo Leonardo e i leonardeschi[3])
- Tiziano (1933)
- Bramante pittore e il Bramantino, editore Ceschina - Milano (1953)
- Luca Cambiaso. La vita e le opere (scritto in collaborazione con la figlia Bertina) (1958)